# غاري كريستيان
غاري كريستيان (بالإنجليزية: Gary Christian)‏ هو لاعب غولف أمريكي، ولد في 7 أغسطس 1971 في كارشالتون في المملكة المتحدة.

## وصلات خارجية
- غاري كريستيان على موقع رابطة لاعبي الغولف المحترفين (الإنجليزية)
- غاري كريستيان على موقع التصنيف العالمي الرسمي للغولف (الإنجليزية)